# 9ff
9ff Fahrzeugtechnik GmbH（ノインエフエフ・ファールツォイクテヒニーク）はドイツの自動車チューナー。ポルシェをベースにしたチューニングカーを専門に製造しておりRUFやアルピナと同じく自動車メーカーでもある。日本での販売代理店はTSM。

## 概要

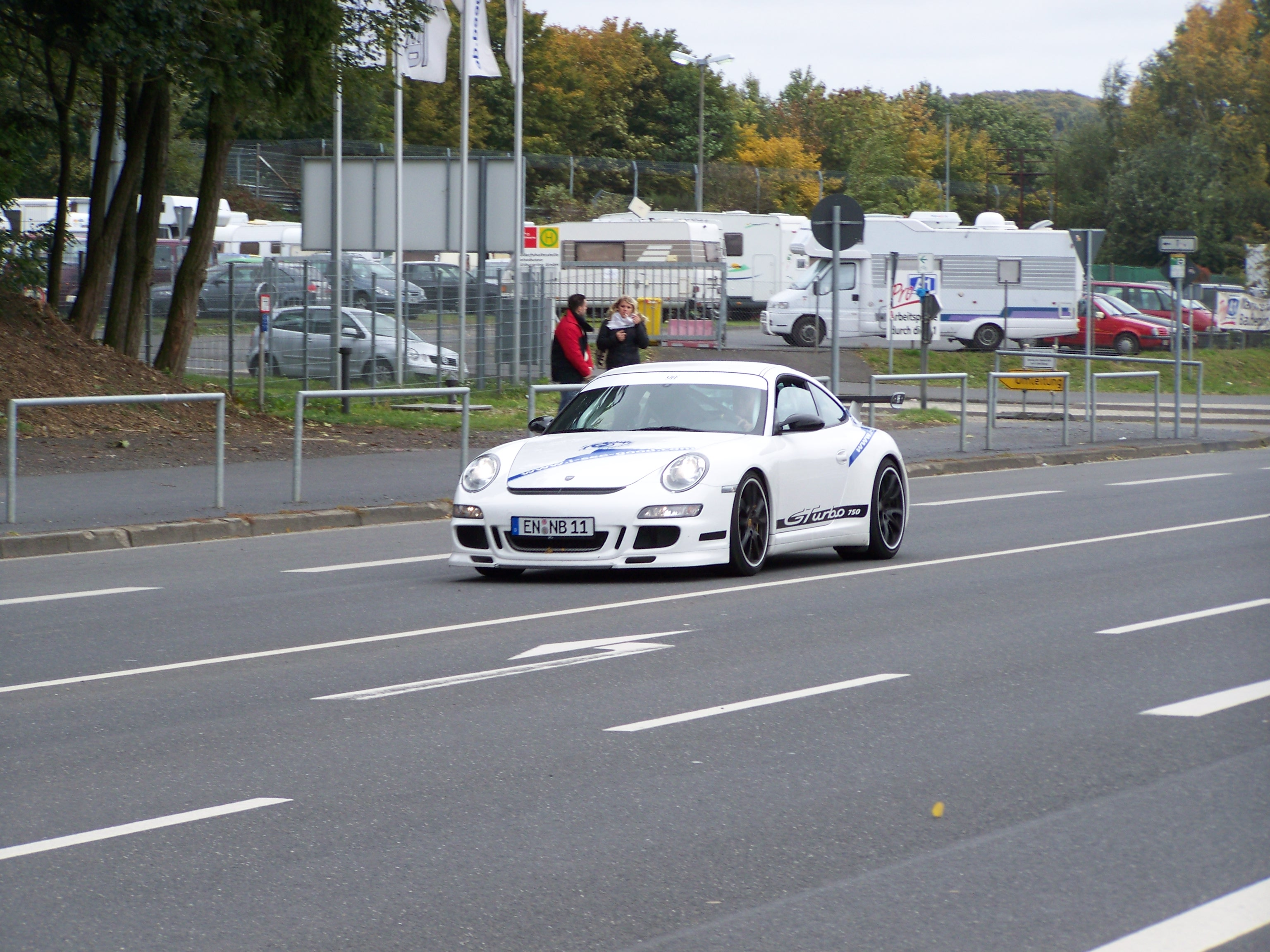
9ff Gターボ750

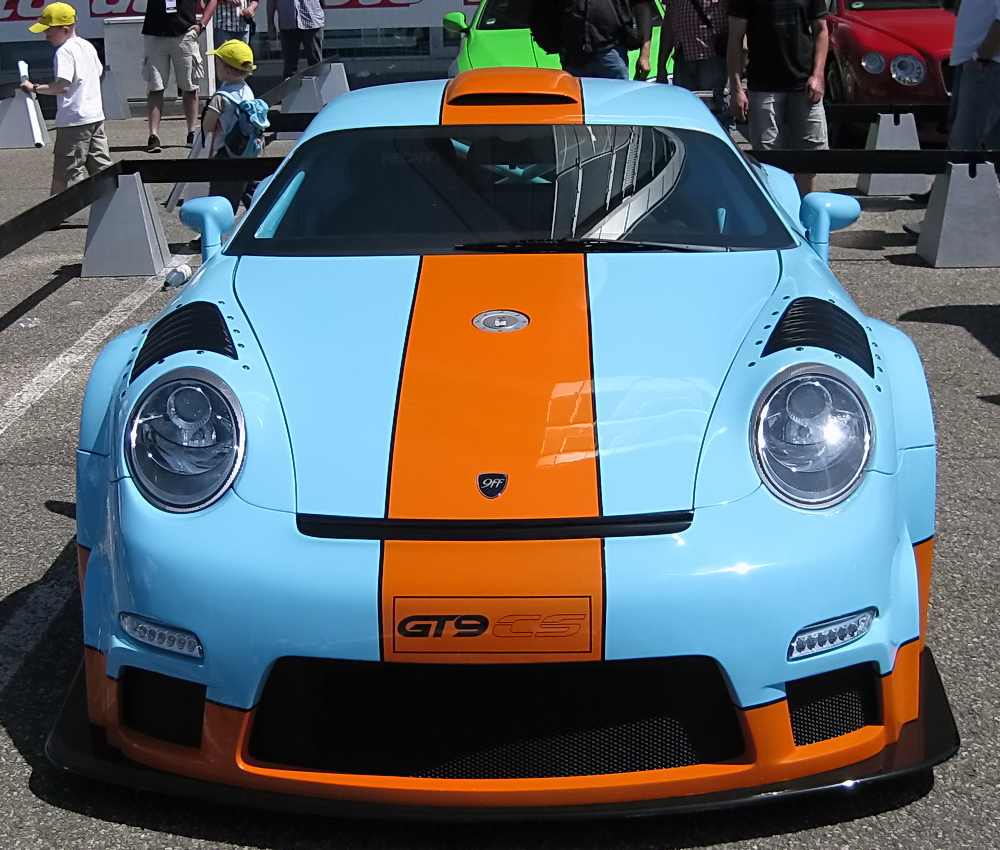
9ff GT9-CS

2001年に、かつてRUFの開発主任であったヤン・ファットハウアー（Jan Fatthauer ）が設立。「911で最高速度400 km/hを達成する」という理念を掲げ、2004年にチューンド996カレラでは世界最速の372.0 km/hを、そして996GT3ベースのチューンドカー、9f-V400で2004年12月にイタリアのナルド・サーキットにおいて最高速度388.0 km/hを樹立し、当時の市販車最高速記録であったマクラーレン・F1の386 km/hを上回ってみせた。そして同年スポーツテクニックとの提携を発表、ポルシェ以外のチューニングも手がけるようになった。
2005年、日本市場に参入。デモカーは996ターボで大径タービンを装着することにより出力750 PS。クラッチプレート等の強化を施したティプトロニック仕様である。フロント8.5J、リア11Jの19inホイールでそれぞれ245/30ZR19と305/25ZR19のコンチネンタル・スポーツコンタクト2を組み合わせる。
さらに2008年には9ff GT9によって最高速度409 km/hを記録し上記の目標を達成している。